# Io sono Mia
Io sono Mia é um filme italiano de 2019, de gênero dramático-biográfico, dirigido pelo cineasta Riccardo Donna.

## Sinopse
A história começa em 1989, em Sanremo, através de uma história em flashback até 1970 (com alguns episódios da infância) por ocasião de uma entrevista concedida pela Mia a um jornalista, naqueles dias, poucas horas antes do show do Festival de Sanremo.
Mia participou naquele ano com a canção Almeno tu nell'universo vindo de um período dramático de calúnias que se espalhavam desde o final dos anos 70 por um produtor com quem ela se recusou a trabalhar, segundo o qual ela trazia má sorte. A história de amor com a fotógrafo milanes André è inspirada ao Ivano Fossati (que não queria participar do projeto) com quem ficou ligada por cerca de 10 anos.

## Prémios
- 2019: Nastro d'Argento especial à Serena Rossi.